# Єршов Микола Михайлович
Єршов Микола Михайлович (рос. Ершов Николай Михайлович, 30 травня 1925 — 2002) — російський письменник, перекладач, драматург, сценарист.
Народився 1925 р. у с. Одоєвщина Рязанської області. Учасник оборони Севастополя в дні Німецько-радянської війни. Вчився на режисерському факультеті Всесоюзного державного інституту кінематографії (у майстерні Сергія Юткевича). В 1955 р. закінчив Літературний інститут ім. М.Горького.
Автор сценарію фільму «На зеленій землі моїй» (1959), поставленому на Одеській кіностудії.